# Brotmeister

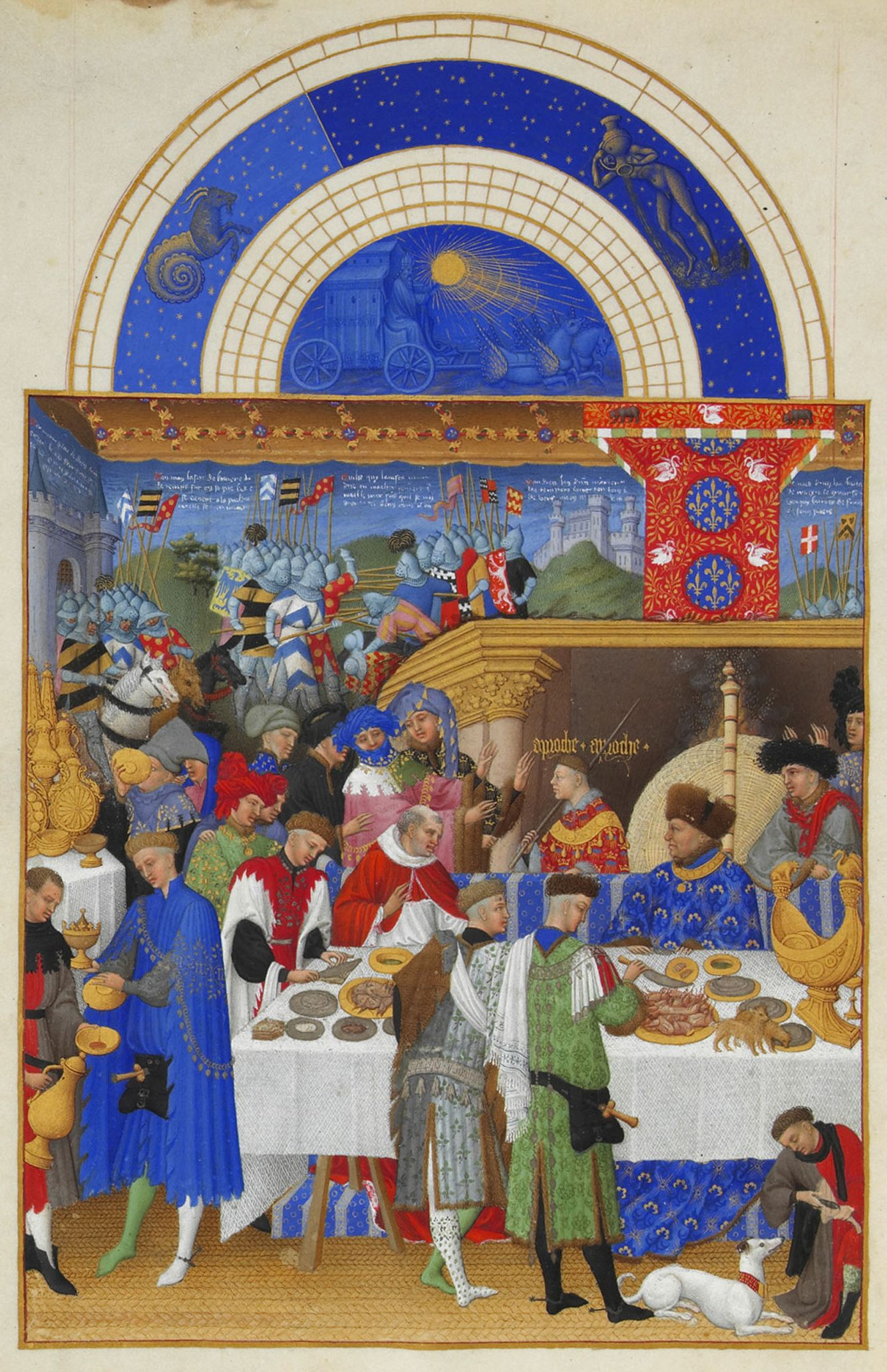
Januarbild aus dem Stundenbuch des Duc de Berry, mit Darstellung des Tafelzeremoniells

Brotmeister (lat. (magister) panetarius (regis), panistarius, pistor, frz. panetier (du roi), pannetier, engl. (royal) pantler, panter) ist die Bezeichnung eines Hofamtes im Mittelalter und in der Frühen Neuzeit.
Während der Mundschenk für den Wein und die Getränke und der Truchsess für das Fleisch und die Speisen verantwortlich ist, ist der Brotmeister zuständig für das Brot und Gebäck und reicht an der Tafel außerdem die Tücher und das Wasser für die Reinigung der Hände.
Am französischen Königshof war die Brotmeisterei (paneterie) eines der seit mindestens dem frühen 12. Jahrhundert etablierten, in den Hofordonnanzen seit dem 13. Jahrhundert näher geregelten Hofämter (metiers) in der Hofhaltung des Königs (Hôtel du Roi). Der Brotmeisterei des Königs gehörten rund 20 Personen für den täglichen Dienst an, daneben gab es kleinere Brotmeistereien auch in der Hofhaltung der Königin und der Prinzen. Der Brotmeisterei oblag die Versorgung sowohl der königlichen Tafel als auch der Tafel für die übrigen Mitglieder des Hofes (table des communs) mit Brot und Gebäck. Hinzu kam die Zuständigkeit für die Tischwäsche und das Decken, am Hof des Königs betraut von einer der Brotmeisterei eingegliederten Tücherkammer (chambres des nappes) unter Leitung eines Sommelier des Nappes. Das leitende Amt des Panetier du Roi und das des Panetier du Commun hatten seit dem Ende des 13. Jahrhunderts jeweils mehrere Personen inne, die sich in der Amtsführung turnusmäßig abwechselten und von einem clerc für das Buchführungs- und Rechnungswesen unterstützt wurden. Daneben bestand seit dieser Zeit das reine Titular- und Ehrenamt des Panetier de France.
In Frankreich besaß der Panetier du Roi bis zum 17. Jahrhundert u. a. die rechtsprechende Gewalt über die Bäckerzunft von Paris.